# Darja Švajger
Darja Švajger (16 juin 1965, Maribor) est une chanteuse slovène, principalement connue hors de son pays pour avoir représenté la Slovénie à deux reprises au concours Eurovision de la chanson.
Lors de l'édition 1995, elle termine à la 7ème place avec la chanson Prisluhni Mi, puis en 1999, elle atteint la 11e place avec le titre For A Thousand Years. Sa septième place en 1995 est le meilleur classement qu'ait atteint la Slovénie lors de l'ensemble de ses participations au concours.